# 有馬是馬
有馬 是馬（ありま これま、1906年3月25日 - 1963年8月20日）は、日本の俳優である。本名牟田口 茂（むたぐち しげる）。有馬 茂明（ありま しげあき）の名でデビュー、のちに改名した。サイレント映画時代の京都の撮影所の名物スタッフから喜劇役者に転向、「ムーランルージュ」で花開く。息子は俳優の有馬修。

## 来歴・人物
1906年（明治39年）3月25日、東京市（現在の東京都）に生まれる。京都の日活大将軍撮影所の照明部のスタッフとなったが、当時から所内の人気者であった。
1928年（昭和3年）6月、マキノ・プロダクションの喜劇俳優の中根龍太郎が独立して興した「中根龍太郎喜劇プロダクション」に、東亜キネマ京都撮影所（等持院撮影所）の大部屋俳優だった榎本健一を連れて参加、22歳のころに俳優に転向する。中根プロには、のちに映画監督小崎政房であり剣戟俳優・松山宗三郎となる前の結城三重吉、のちに大乗寺八郎となる前の千葉三郎がいた。中根プロは3本の喜劇映画を撮って解散した。中根が妻の女優泉春子の実家を頼って向かった佐賀県唐津町（現在の唐津市）へ、有馬も小崎とともに同行し、浪花節芝居の一座に入った。
同年の暮れ、中根が11月に松竹下加茂撮影所に迎えられると、中根の推薦で有馬と小崎も同撮影所に入社する。しかし翌1929年（昭和4年）、有馬は同撮影所を退社してレヴュー一座を興し、巡業を始める。1931年（昭和6年）12月31日、東京・淀橋区角筈（現在の新宿区新宿三丁目）に「ムーランルージュ」がオープンすると、これに参加し舞台に上がる。芸名の「有馬是馬」は同劇場の経営者佐々木千里が命名した。
1934年（昭和9年）にはP.C.L.映画製作所製作の藤原釜足主演映画『続・只野凡児』に出演する。時代はトーキーである。翌1935年（昭和10年）、大友壮之介、鳥橋弘一とともに、板橋区東大泉町（現在の練馬区東大泉）の新興キネマ東京撮影所（現在の東映東京撮影所）に入社、山路ふみ子・東海林太郎の『国境の町』ほかに出演、1936年（昭和11年）には新興キネマと提携している高田稔の「高田プロダクション」製作の『街の艶歌師』などに出演した。1937年（昭和12年）には京都のJ.O.スタヂオの森野鍛冶哉主演作『歌う弥次喜多 京大阪の巻』に出演しているが、このころには「ムーランルージュ」に戻ったり、樺太から台湾まで、全国の旅回りを始めている。「ムーラン」の女優明日待子を発掘したり、望月優子の相談に乗ったり、面倒見がよかった。1939年（昭和14年）には小崎がいる大都映画でオリジナル脚本を書いている。
第二次世界大戦後は、1950年代に大映、東映、新東宝と各社で脇役に顔を出していたが、タクシーに轢かれる事故に遭い、失語症を患ったことで俳優として活動が困難になる。1959年（昭和34年）、柳家金語楼主演の『おトラさんのホームラン』が最後の出演作となる。
1961年の『キネマ旬報年鑑 昭和36・37年版』においては綜芸プロに所属していると記載されている。
1963年（昭和38年）8月20日、新宿区大久保で死去。推定57歳没。友人が集まって偲ぶ会を開こうと、100枚の案内状を出したところ、90名以上が出席したという。

## フィルモグラフィ
特筆以外は出演である。

### 戦前
中根コメディプロダクション 「有馬茂明」名義
- 助太刀商売　1928年　監督・脚本・主演中根龍太郎、撮影佐々木吉太郎、共演市川小文治、風間春子、千葉三郎、榎本健
- おんぼろ草紙　1928年　監督山崎藤江、原作・脚本北本黎吉、撮影大塚周一、主演中根龍太郎、共演大沢節子、千葉三郎
- 娘十八花婿指南　1928年　監督・脚本・主演中根龍太郎、撮影佐々木吉五郎、出演日下部龍馬、小川時次、喜多冨美子

P.C.L.映画製作所
- 続・只野凡児　1934年　監督木村荘十二、原作麻生豊、脚本松崎啓次、撮影川口政一、主演藤原釜足、共演竹久千恵子、堤真佐子、丸山定夫、御橋公

新興キネマ東京撮影所
- 国境の町　1935年　監督・脚本松崎博臣、原作岡田八千代、撮影行山光一、主演山路ふみ子、共演東海林太郎、立松晃、大友壮之助、鳥橋弘一
- 花嫁学校　1935年　監督鈴木重吉、原作片岡鉄兵、脚本館岡謙之助、撮影宮崎正隆、主演霧立のぼる、共演江川なほみ、歌川八重子、田中春男、立松晃、大友壮之介、鳥橋弘一
- 脱線三銃士　1935年　監督寿々喜多呂九平、原作・脚本一木歓、撮影東健、主演大友壮之助、鳥橋弘一　※三人組の一角「林豚平」役
- 王者目指して　1935年　監督上野真嗣、原作・脚本一木歓、撮影杉浦宏樹、主演立松晃、共演姫宮接子、田中春男、大友壮之助、歌川八重子、鳥橋弘一
- 傷だらけのお秋　1935年　監督勝浦仙太郎、原作三好十郎、脚本陶山密、主演伏見直江、共演河津清三郎、御影公子、山形直代、菅井一郎
- 街の艶歌師　1936年　監督牛原虚彦、原作村岡義雄、脚本村上徳三郎、撮影藤井静、主演高田稔、共演霧立のぼる、マーガレート・ユキ、菅井一郎、鳥橋弘一、大友壮之助、山本冬郷　※高田プロダクション、配給新興キネマ
- 暁の爆音　1936年　指揮牛原虚彦、監督村上潤、脚本岡村慎・村上徳三郎、撮影栗林実、主演高田稔、共演霧立のぼる、河津清三郎、大友壮之助　※高田プロダクション、配給新興キネマ
- 五々の春　1936年　監督・脚本牛原虚彦、共同脚本志村敏夫、撮影栗林実、主演高田稔、共演霧立のぼる、河津清三郎、田中春男、姫宮接子、浦辺粂子　※高田プロダクション、配給新興キネマ
- さらば外人部隊　1936年　監督伊奈精一、脚本如月敏、伊豆三郎、撮影中井朝一、美術新藤兼人、主演植村謙二郎、共演大友壮之助、鳥橋弘一

J.O.スタヂオ
- 歌う弥次喜多 京大阪の巻　1937年　監督久保為義、製作森田信義、原作古川緑波、脚本菊田一夫、主演森野鍛冶哉

大都映画
- 紙芝居と兵隊　1939年　原作・脚本　監督八代毅、撮影下村晴夫、主演藤間林太郎、共演久野あかね、三島慶子、水島道太郎

### 戦後
- 密林の女豹　1950年　監督・脚本木村恵吾、原作井田探、撮影山崎安一郎、主演小林桂樹、荒川さつき、共演柳家金語楼、横山エンタツ、菅井一郎　※大映東京撮影所
- 今日は会社の月給日　1952年　監督中川信夫、脚本宮田輝明・井上薫、撮影西川庄衛、主演伊豆肇、共演殿山泰司、千秋実、左卜全、伊藤雄之助、多々良純、柳家金語楼、杉狂児、津路清子　※東映東京撮影所
- たそがれ酒場　1955年　監督内田吐夢、脚本灘千造、撮影西垣六郎、音楽芥川也寸志、主演小杉勇、共演野添ひとみ、宇津井健、津島恵子、高田稔、江川宇礼雄、東野英治郎、加東大介、丹波哲郎、多々良純、天知茂　※新東宝
- 幽霊タクシー　1956年　監督小田基義、脚本西川清之、撮影伊東英男、主演本郷秀雄、共演有島一郎、四代目柳亭痴楽、天津敏、中村是好、旭輝子、二代目三遊亭円歌　※東京映画
- 極楽第一座 アチャラカ大当り　1956年　製作竹井諒・山本紫朗、監督小田基義、脚本白坂依志夫、撮影栗林実、主演榎本健一、共演柳家金語楼、古川緑波、トニー谷、三木のり平、中村是好、旭輝子、大泉滉　※連合映画
- おトラさんのホームラン　1958年　監督小田基義、原作有崎勉、脚本新井一・原島正夫・和田勝美、撮影栗林実、主演柳家金語楼、共演有島一郎、若水ヤエ子、小桜京子、林家三平　※東京映画

## 註
1. 1 2 3  「新桜オールスタァ名鑑」『芸能画報』2月号、サン出版社、1958年。
2. ↑  『個人別領域別談話集録による映画史体系 その5』日本大学芸術学部映画学科、1989年、17頁。
3. 1 2 3 4 5 6  『日本映画俳優全集・男優編』（キネマ旬報社、1979年）の「有馬是馬」の項（p.30）を参照。同項執筆は奥田久司。
4. ↑  『日本映画俳優全集・男優編』の「有馬是馬」の項（p.30）、「中根龍太郎」の項（p.407-408）には、どちらも『助太刀商売』と『おんぼろ草紙』の2本を撮って解散した旨の記述があるが、東京国立近代美術館#フィルムセンター公式サイト内の「日本映画の発見I 無声映画時代」には、同プロダクションの作品『娘十八花婿指南』（1928年）が紹介されている。これを加えて「3本」とした。
5. ↑  「映画産業の混乱の中で……」『新評』10月号、新評社、1966年10月、133頁。
6. ↑  「事故死の配当（労災補償）」『月刊社会党』10月号、日本社会党中央本部機関紙局、1967年9月、151頁。
7. ↑  『キネマ旬報年鑑 昭和36・37年版』キネマ旬報社、1961年、339頁。